# 폐인
폐인(廢人)은 아무것도 못할 정도로 망가진 사람을 말한다. 오늘날에는 의미가 변해 컴퓨터와 인터넷과 관련된 취미, 커뮤니티, 온라인 게임, 일, 기타 등등에 대해 극단적으로 심취한 사람을 이르는 말로도 쓰인다.

## 같이 보기
- 오타쿠
- 히키코모리